# Listă de filme sovietice din 1978
- Filme sovietice din: 1977 — 1978 — 1979

Aceasta este o listă de filme produse în Uniunea Sovietică în 1978.
| Titlu                             | Titlu original              | Regizor                   | Distribuție                                                                                  | Gen      | Note                                                                                            |
| --------------------------------- | --------------------------- | ------------------------- | -------------------------------------------------------------------------------------------- | -------- | ----------------------------------------------------------------------------------------------- |
| 1978                              |                             |                           |                                                                                              |          |                                                                                                 |
| d'Artagnan și cei trei muschetari | д'Артаньян и три мушкетёра  | Georgi Yungvald-Hilkevici |                                                                                              |          |                                                                                                 |
| Erorile tineretului               |                             | Boris Frumin              |                                                                                              |          | Proiectat la Festivalul de Film de la Cannes din 1989                                           |
| Miracole într-o sită              | Чудеса в решете             | Andrei Hrjanovski         |                                                                                              | Animație | Bazat pe povestea populară engleză pentru copii Miracles in the Sieve, tradusă de Samuil Marșak |
| Părintele Serghi                  | Отец Сергий                 | Igor Talankin             |                                                                                              |          |                                                                                                 |
| O dramă la vânătoare              | Мой ласковый и нежный зверь | Emil Loteanu              | Galina Beliaeva, Kiril Lavrov, Svetlana Toma                                                 |          | Proiectat la Festivalul de Film de la Cannes din 1978                                           |
| Vocea singuratică a unui bărbat   | Одинокий голос человека     | Alexander Sokurov         |                                                                                              |          |                                                                                                 |
| Emelian Pugaciov                  | Емельян Пугачёв             | Aleksei Saltikov          | Evgheni Mateiev, Vija Artmane, Piotr Glebov, Grigore Grigoriu, Viktor Pavlov, Tamara Siomina | Drama    | Premiul special pentru film istoric la Festivalul Unional de Film                               |
| Trei din Prostokvașino            | Трое из Простоквашино       | Vladimir Popov            |                                                                                              | Animație |                                                                                                 |

## Legături externe
- Filme sovietice din 1978 la Internet Movie Database